# Remolino de arena
Un remolino de arena, remolino de polvo o tolvanera es un fuerte torbellino, bien formado, y de relativamente larga duración, que se forma con cielos despejados y es visible por el polvo, arena u otros materiales que desplaza; suelen tener un tamaño que va desde pequeño (medio metro de ancho por unos pocos metros de altura) a grande (más de 10 metros de ancho y 1000 metros de alto). El movimiento vertical primario es hacia arriba. Los remolinos de polvo son generalmente inocuos, pero en raras ocasiones alguno puede crecer lo suficiente para amenazar personas y propiedades.
Son comparables a los tornados en el hecho de que ambos son fenómenos meteorológicos de una columna de aire de rotación orientada verticalmente.  La mayoría de los tornados están asociados con una circulación parental más grande, los mesociclones al dorso de una supercélula de tormenta.  Los remolinos de arena forman como un remolino de corrientes de aire hacia arriba bajo condiciones soleadas durante tiempo limpio, raramente llegan a la intensidad de un tornado. En España, se observan con frecuencia en las llanuras de La Mancha.

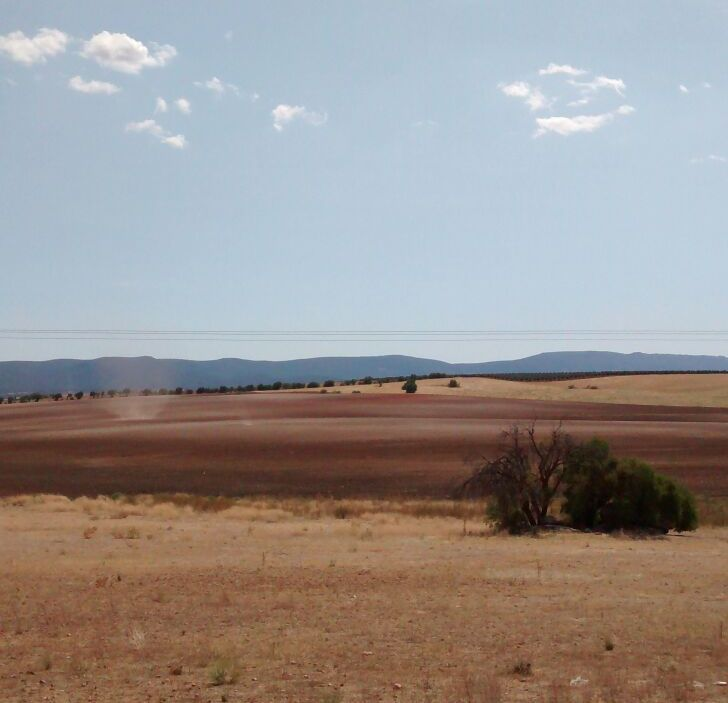
Pequeño 'dust devil' fotografiado entre Sonseca y Orgaz. Agosto de 2015.

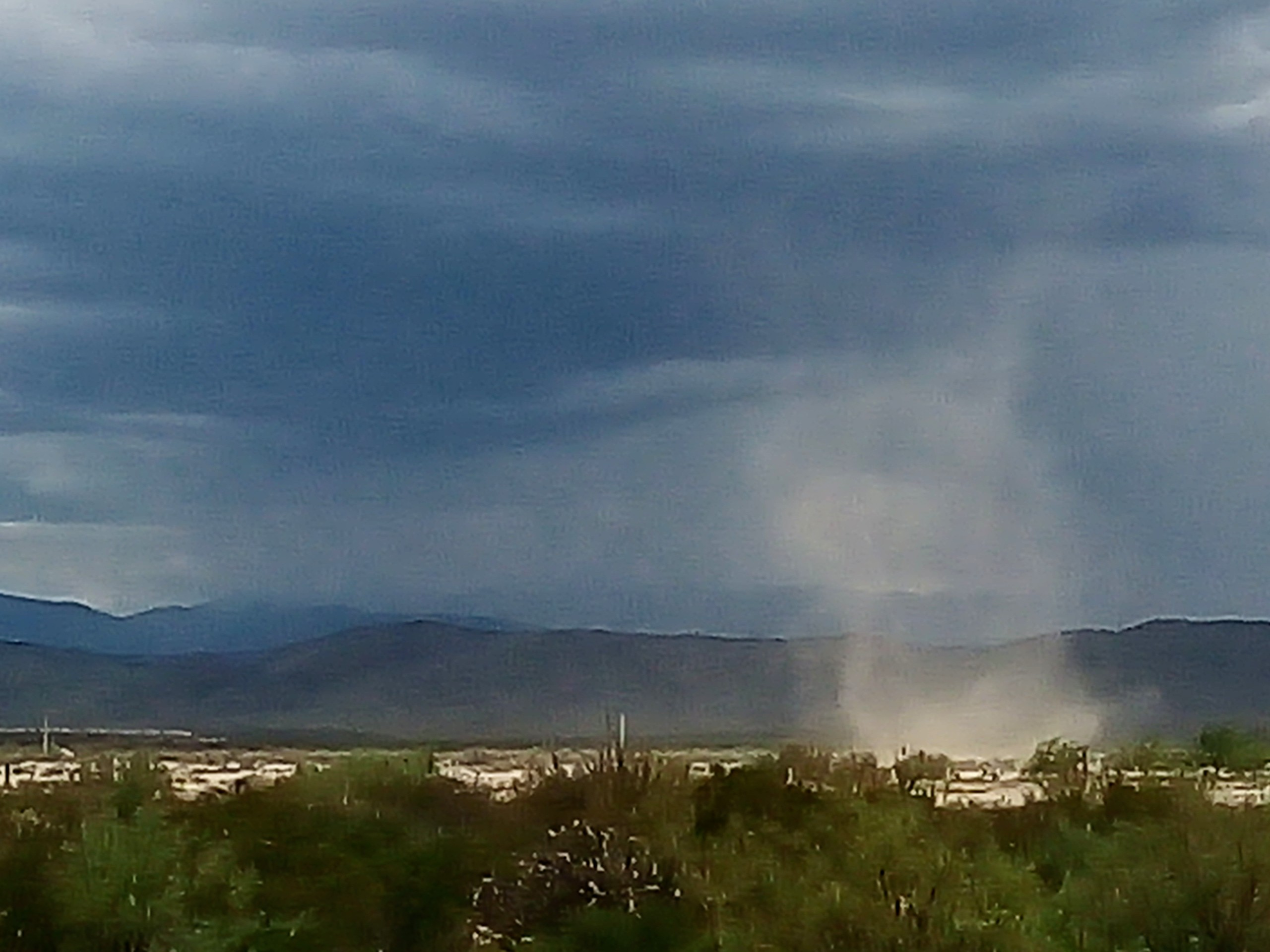
Remolino de arena cerca de una tormenta.

## Formación
Un remolino de arena o torbellino de arena o polvo, conocido en inglés como dust devil (literalmente «demonio de polvo») se parece a un tornado en que es una columna de aire vertical en rotación. No obstante, se forman bajo cielos despejados y rara vez alcanzan la fuerza de los tornados de categoría más débil. Se desarrollan cuando una fuerte corriente de aire descendente llega al suelo provocando un remolino en sentido horario (de nuevo, en el hemisferio norte) que levanta polvo, hojas y otros objetos pudiendo llegar a ocasionar daños de escasa o mediana importancia a viviendas y otras obras de infraestructura. El hecho de que se formen en días despejados es suficiente muestra del carácter anticiclónico de este fenómeno. La atmósfera despejada indica estabilidad meteorológica (sin nubes) y por consiguiente, sin convección y sólo con subsidencia atmosférica. Corresponde a esos días de  comienzos de primavera en que la temperatura de aire es bastante fría pero la radiación solar es muy intensa. Tanto en la imagen de la izquierda como en el vídeo de la derecha se pueden ver las características de un remolino de polvo: cielos despejados y rotación o giro horario (anticiclónico), es decir, de izquierda a derecha por estar en el hemisferio norte. Dicho tipo de giro es evidente en el caso del vídeo y a pesar de esa evidencia, todavía no se ha comprendido bien el origen y la dinámica de los tornados, que, como sucede con todos los tipos de ciclones, constan de dos columnas de aire, una descendente o subsidente y otra ascendente o convectiva. Y todos los fenómenos ciclónicos tienen la misma estructura y el mismo desarrollo. Las variaciones entre un fenómeno y otro (tornado, gustnado, torbellino de polvo, tromba terrestre, etc.) son cuestiones de diferencias meteorológicas y de la escala de las mismas.
Así, un remolino de arena, totalmente formado, es una especie de chimenea cilíndrica (aproximadamente), formada por una columna de aire caliente que asciende por su menor presión pero que no llega muy arriba del suelo porque, produciéndose durante los días sin nubes, el suelo se calienta mucho y, por consiguiente, también el aire que se pone en contacto con él se calienta instántaneamente pero se enfría rápidamente al ascender ya que la masa anticiclónica de aire frío y pesado está a escasa altura sobre el suelo  por el cual el aire caliente se mueve, tanto hacia arriba como en círculo. Como el aire caliente sube, se enfría, pierde su flotabilidad y finalmente deja de elevarse. Cuando este se eleva, desplaza el aire que desciende fuera del núcleo del vórtice.
Este aire frío que retorna actúa como escudo contra la pared externa del aire caliente que asciende y mantiene el sistema estable.